# مصلای پایین خیابان
مصلی پایین خیابان مربوط به دوره صفویه است و در مشهد، بلوار مصلی واقع شده و این اثر در تاریخ ۱۵ دی ۱۳۱۰ با شمارهٔ ثبت ۱۴۱ به‌عنوان یکی از آثار ملی ایران به ثبت رسیده است.
این بنا در قسمت شرقی شهر مشهد در حاشیه بلوار مصلی واقع شده و تاریخ بنیان آن ۱۰۸۷ قمری است. ساختمان این بنا از یک ایوان بلند، دو رواق در طرفین ان و یک گنبد آجری تشکیل شده و دارای کاشیکاری‌های معرق و مقرنس گچی است. مصلی تاریخی پایین خیابان، در آینده نزدیک به مجموعه فرهنگی - تاریخی تغییر کاربری خواهد داد.

## موقعیت مکانی
مصلی مشهد به فاصلهٔ یک کیلومتر از ضلع شرقی پایین خیابان و در حاشیهٔ بلوار مصلی قرار دارد. در قرن‌های گذشته، از نظر موقعیت مکانی در جایی بوده که برای مسافران و زائران که از بیرون حصار شهر به سوی دروازهٔ پایین خیابان می‌آمدند، جلب توجه می‌کرده است.

## معماری
این بنا شامل ایوانی بلند و در ایوانچه منتهی به فضاهای چهارضلعی در طرفین با وضعیتی متقارن است که ایوان آن به سمت قبله و بر روی فضاهای مربع یا رواق گنبدهایی با خیز کم ساخته شده است.
تنها محراب مصلی در دیوار انتهای ایوان قرار دارد.
آن‌گونه که بر محیط پیرامون ایوان در کتیبه‌ای به خط ثلث و به شیوهٔ معرق نگاشته شده، این بنا در سال ۱۰۸۷ قمری هم‌زمان با حکومت شاه سلطان سلیمان صفوی به همت حاجی ملک و معماری حاجی شجاع بنّای اصفهانی و به دستور نواب عالی مقام ابوصالح ساخته شده است.
نمای بیرونی مصلی نیز دارای کاشی‌های معرق عصر صفوی است و در برخی از نقاط آن به ویژه در بدنهٔ فضای درونی، تزئینات گچ‌کاری و مقرنس‌کاری به چشم می‌خورد. از هنرهای دیگری که در این بنا به چشم می‌خورد می‌توان درودگری را نام بردو
هم‌چنین بر روی تزئینات بنا و به کمک تطبیق بخش‌های اندک باقی‌مانده از عناصر تزئینی طاق ایوان، نقش‌های بسیار ظریف و پیچیده‌ای به دست آمده که در برخی قسمت‌ها با نقوش اسلیمی آراسته شده است. این طرح یک شمسهٔ بزرگ مرکزی را دربر می‌گیرد که در تیزهٔ ایوان جای دارد و دو شمسه نیز در طرفین طاق و شمسه‌هایی هم در پاکار ایوان دیده می‌شود. خطوط بسیار دیگری نیز که به طرح‌های گره در دوران اسلامی مربوط می‌شود وجود دارد که بخشی از آن‌ها در حملهٔ روس‌ها به مشهد تخریب شده است.
در سفرنامهٔ رکن‌الدوله به سال ۱۲۹۹ نیز به‌آبادی‌های پیرامون مصلی پایین خیابان مشهد اشاره شده است.

## بازسازی
این بنا یک بار در دوره پهلوی در ۵ شهریور ۱۳۴۹ مورد تعمیر قرار گرفت.

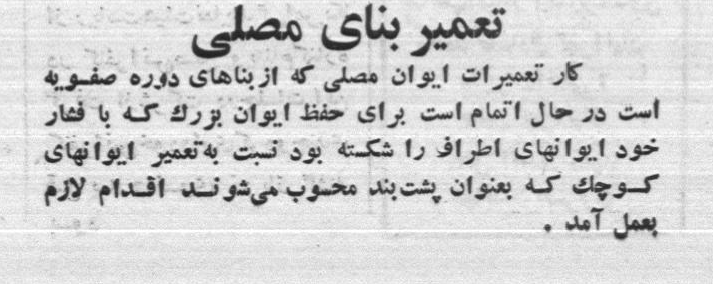
روزنامه خراسان، ۰۵/۰۶/۱۳۴۹، شماره ۶۱۲۸، ص ۲.